# Baba (Beskid Niski)
Baba (też: Kanasiówka; 823 m n.p.m.) – zalesiony szczyt we wschodniej części Beskidu Niskiego.

## Położenie
Masyw Kanasiówki leży w głównym grzbiecie Karpat, którym na tym odcinku biegnie granica państwowa polsko-słowacka, jednak sam szczyt góry leży już na terenie Polski, ok. 400 m na północ od linii granicy. Polskie stoki góry leżą w granicach Jaśliskiego Parku Krajobrazowego, a w większości także w granicach rezerwatu przyrody Źródliska Jasiołki. Natomiast stoki południowe obejmuje słowacka Chránená krajinná oblasť Východné Karpaty.

## Charakterystyka
Wierzchowina szczytowa Kanasiówki jest płaska, rozciągnięta w osi północ-południe. Stoki zachodnie łagodne, słabo rozczłonkowane, miejscami nieco podmokłe. Stoki wschodnie i południowe bardziej strome i znacznie mocniej pocięte dolinkami licznych potoków. Ze stoków Kanasiówki wypływają dwie ważne rzeki Beskidu Niskiego: Jasiołka (na stokach zachodnich) i Wisłok (na stokach wschodnich). W kierunku północnym od szczytu wybiega długie na 10 km ramię Długiej Kiczery, rozdzielające dolinę Wisłoka na wschodzie od doliny jego lewobrzeżnego dopływu - Moszczańca oraz źródlisk Jasiołki na zachodzie.

## Nazwa
Nazwa "Baba", nawiązująca do rozłożystej formy góry, używana była dawniej głównie przez mieszkańców Wisłoka, natomiast mieszkańcy położonego z drugiej strony masywu wsi Jasiel używali nazwy "Hrabyna".

## Szlaki piesze
– zielony szlak Komańcza – Dołżyca – Garb Średni (822 m n.p.m.) – Kanasiówka (823 m n.p.m.) – Moszczaniec – Surowica – Darów – Puławy Górne
 – żółty szlak Kanasiówka (823 m n.p.m.) – Wisłok Wielki – Tokarnia (778 m n.p.m.), 1 km poniżej szczytu – Wola Piotrowa
 – niebieski szlak Czeremcha – Jasiel – Kanasiówka (823 m n.p.m.) – Garb Średni (822 m n.p.m.) – Przełęcz Radoszycka (668 m n.p.m.)